# Полтавський інститут економіки і права
Полтавський інститут економіки і права університету "Україна" — навчальний заклад у Полтаві.

## Історія створення
Полтавський інститут економіки і права першу сторінку своєї історії розвитку розкрив у листопаді 1991 року. Саме тоді у Полтаві був заснований перший ліцей для учнів старших класів. Через 3 роки на його базі була створена Полтавська філія Україно-фінського інституту (на даний час Європейський Університет).
Навчальний заклад протягом усього періоду свого існування декілька разів підлягав реформуванню. У 1998 році на базі відокремленого підрозділу філії україно-фінського інституту було створено Полтавське відділення «Інститут розвитку людини». У червні 1999 року після проведення чергових організаційних заходів вищих навчальних закладів «Інститут економіки і права» увійшов до складу Відкритого міжнародного Університету розвитку людини «Україна» і набув статусу представництва. Про його розміщення, як територіально відокремленого підрозділу у м. Полтаві, було прийнято рішення 22 червня 1999 року й оголошено наказом Виконавчого комітету Полтавської міської ради.
Ініціатива у створенні вищого закладу по праву належить його ректору, члену-кореспонденту УАННП Мучник Любові Михайлівні, яка є однією із перших засновників приватної вищої освіти на Полтавщині. У серпні 1999 р. Любов Михайлівна була призначена керівником представництва, а заступником керівника – першим проректором став кандидат історичних наук, доцент Кальян Сергій Євгенович.
1999 рік. На час переходу навчального закладу до складу Університету у представництві навчалось 102 студенти за трьома спеціальностями: «Фінанси», «Облік і аудит», «Маркетинг».
Після проведеного набору на I курс контингент студентів збільшився до 237 осіб. У доповнення до наявних спеціальностей почато підготовку за освітньо-кваліфікаційним рівнем «Бакалавр» на спеціальностях «Соціальна робота», «Переклад» та за освітньо-кваліфікаційним рівнем «Молодший спеціаліст» – на спеціальність «Правознавство».
На постійній основі (у штаті) працюють 26 викладачів, у т.ч. – 7 кандидатів наук.
2000 рік. Підготовка фахівців здійснюється з семи спеціальностей: «Фінанси», «Облік і аудит», «Маркетинг», «Менеджмент організацій», «Соціальна робота», «Переклад», «Правознавство». Кількість студентів складає 461 особу.
На постійній основі працюють 37 викладачів, з них – 1 доктор наук і 12 кандидатів наук, доцентів.
2001 рік. До присутніх семи спеціальностей приєднано ще дві: «Менеджмент ЗЕД», «Фізична реабілітація». Підготовка фахівців проводиться з 9 спеціальностей. Кількість студентів у порівнянні з попереднім роком збільшилась майже вдвічі та складає 809 осіб.
На постійній основі працюють 44 викладачі, з них – 2 доктори наук, 24 кандидати наук, доценти.
У представництві акредитовані за освітньо-кваліфікаційним рівнем «Бакалавр» спеціальності «Фінанси», «Облік і аудит», «Маркетинг».
Започатковані перші міжнародні зв’язки. Укладено угоду про співробітництво з Лі-Університетом (США).
2002 рік. Продовжена підготовка фахівців за 9 спеціальностями. У представництві навчається 1170 студентів.
Спеціальність «Правознавство» акредитована за освітньо-кваліфікаційним рівнем  «Молодший спеціаліст».
У представництві працюють 62 штатних викладачі, у тому числі – 3 доктори наук, 35 кандидатів наук, доцентів. Розширюються міжнародні зв’язки. Укладено угоду про співробітництво з Вищою Економічною Школою у Сталевій Волі (Польща).
2003 рік. У Представництві навчається 1329 студентів. Успішно пройдена акредитація спеціальностей «Фінанси», «Облік і аудит», «Маркетинг» за освітньо-кваліфікаційним рівнем «Спеціаліст», решта спеціальностей, крім спеціальності «Правознавство» акредитовані за освітньо-кваліфікаційним рівнем «Бакалавр».
У цілому вищий навчальний заклад акредитований за II рівнем.
Кількість штатних викладачів складає 74 особи, у тому числі  – 5 докторів наук та професорів, 76 – кандидатів наук, доцентів.
2004 рік. Підготовка фахівців здійснюється з 9 спеціальностей. Спеціальності «Переклад», «Соціальна робота», «Менеджмент організацій» акредитовані за освітньо-кваліфікаційним рівнем «Спеціаліст».
У представництві навчається 1435 студентів.
На постійній основі працюють 76 викладачів, з них – 5 докторів наук, професорів, 46 кандидатів наук, доцентів.
На базі представництва розгорнуто Регіональний Центр дистанційного навчання.
Навчальний заклад взяв участь у Міжнародному академічному Рейтингу «Золота Фортуна», за підсумками якого праця усього колективу була високо оцінена і відзначена Срібною медаллю «Незалежність України» (березень).
2005 рік. Навчальний заклад набув статусу інституту, акредитований за III рівнем.
В інституті навчається 1633 студенти.
На постійній основі  працюють 78 викладачів, з них – 4 доктори наук та професори, 44 – кандидати наук, доценти. Проведений випуск перших фахівців з повною вищою освітою у кількості 219 осіб, із них – 23 випускники закінчили інститут з дипломом з відзнакою
2006 рік. Розпочато підготовку фахівців за спеціальністю «Журналістика». Проліцензовані за освітньо-кваліфікаційним рівнем «Магістр» спеціальності «Фінанси», «Облік і аудит», «Маркетинг», «Соціальна робота», «Переклад» Спеціальність «Фізична реабілітація» акредитована за освітньо-кваліфікаційним рівнем «Спеціаліст».
В інституті навчається 1968 студентів за трьома формами навчання.
На постійній основі працюють 80 викладачів, з них – 5 докторів наук та професорів; 44 – кандидати наук, доценти. Підготовку за освітньо-кваліфікаційним рівнем «Спеціаліст» пройшли 280 осіб, з них – 29 мають диплом з відзнакою.
2007 рік – Інститут у складі Університету акредитований за IV рівнем.
Навчаються 2005 студентів.
В інституті працюють на постійній основі 86 викладачів, у тому числі – 4 доктори наук. професори; 45 кандидатів наук, доцентів.
За освітньо-кваліфікаційним рівнем «Спеціаліст» підготовлено 289 осіб і вперше проведений випуск магістрів за економічним напрямом підготовки у кількості 45 осіб.

## Основна інформація
Рік заснування - 1991 

Рівень акредитації - IV  

Ліцензія -  АЕ 285851  від  04.04.2014.
Директор — Мякушко Надія Семенівна

## Напрями підготовки (спеціальності)
- фінанси і кредит
- правознавство
- соціальна робота
- здоров’я людини/ фізична реабілітація
- філологія/ переклад

## Освітньо-кваліфікаційні рівні
- бакалавр
- спеціаліст
- магістр

## Форми навчання
- денна
- заочна

## Юридична адреса
| 36000, м. Полтава, вул.Монастирська,6 |

| Відбіркова комісія                           |
| Приймальна                                   |
| Бухгалтерія                                  |
| Деканат факультету правознавства та фінансів |
| Деканат соціально-гуманітарного факультету   |